# Murovani Kurylivtsi (huyện)
Huyện Murovani Kurylivtsi (tiếng Ukraina: Мурованокуриловецький район, chuyển tự: Murovani Kurylivtsis’kyi raion) là một huyện của tỉnh Vinnytsia thuộc Ukraina. Huyện Murovani Kurylivtsi có diện tích 886 km², dân số theo điều tra dân số ngày 5 tháng 12 năm 2001 là 32768 người với mật độ 37 người/km2. Trung tâm huyện nằm ở Murovani Kurylivtsi.